# Sayaka Yamamoto
Sayaka Yamamoto (山本 サヤカ Yamamoto Sayaka?) (19 de septiembre de 1987, Prefectura de Ishikawa, Japón) es una cantante de J-Pop del sello Avex Trax, y también una de las exmiembros de la banda japonesa Dream.
A lo largo de su carrera como miembro de la banda de Dream Sayaka lanzó su primer trabajo discográfico -un miniálbum producido por Dai Nagao- Sekishun en febrero del 2005, y en diciembre del mismo año lanzó su sencillo, "Botan Yuki no Furu Machi", también producido por el músico conocido como D·A·I.
En 2012 deja la banda de Dream para dar paso a su carrera como actriz y cerrar el círculo de su carrera musical, siendo actualmente miembro de la agencia "Tristone Entertainment".

## Perfil
- Nombre Real: 山本 紗也加 (Yamamoto Sayaka)
- Tipo de Sangre: A
- Estatura: 149 cm

## Discografía

### Singles
- Botanyuki no Furu Machi (牡丹雪の降る街?) (7 de diciembre de 2005)

### Miniálbumes
- Sekishun (惜春?) (16 de febrero de 2005)
- Senkou Hanabi (線香花火?) (14 de septiembre de 2005)
- Tsukushi no Dengon (つくしの言伝?) (23 de marzo de 2006)